# 종 (악기)

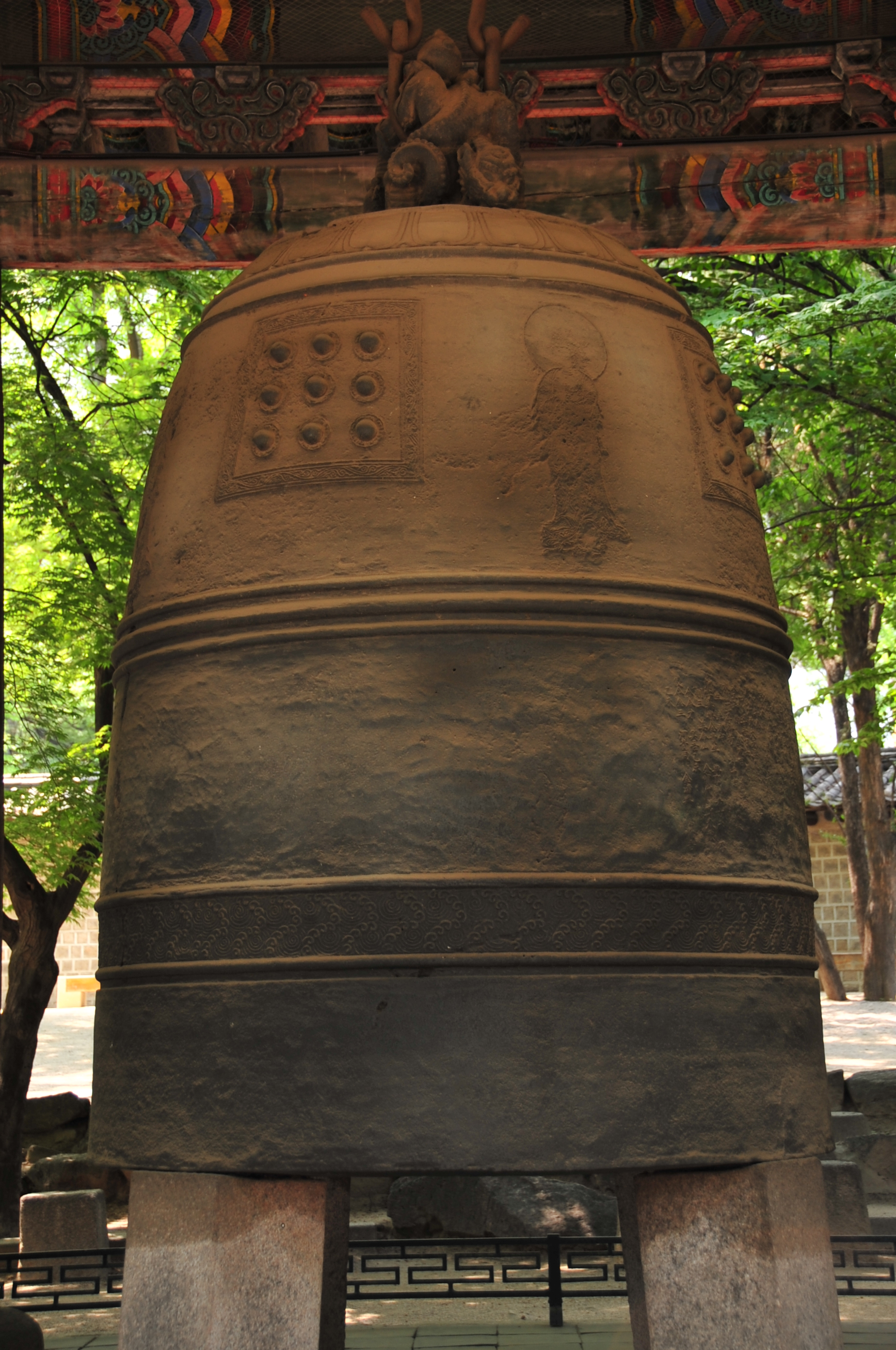
덕수궁에 소재한 흥덕사 범종

종(鐘) 또는 벨(영어: bell, 독일어: Glocke, 프랑스어: cloche, 이탈리아어: campana)은 간단한 형태의 악기이다. 타악기이면서 체명악기이다. 종으로서의 벨은 매우 오랜 역사를 가지며 세계 여러 곳에 분포하고 있다. 중국의 종이 한반도에 도래한 범종(梵鐘)은 같은 종류이다. 중국에서는 기원전 1000년의 주대(周代)에 이미 조율된 종으로 악(종악)이 행하여졌다. 중국의 종이 유럽의 벨에 영향을 준 것은 충분히 생각할 수 있다. 유럽에서는 6세기경부터 교회에서 사용하였고 13세기경부터는 현재의 튤립형이 쓰이게 되었다. 그중 가장 발달한 것이 몇 개의 벨을 세트로 한 카리용(프랑스어: carillon)이다. 근대의 것은 반음계로 조율된 30-50개의 벨을 갖고, 음넓이도 3-4옥타브에 이른다. 이 카리용의 효과를 오케스트라에 쓰기 위하여 고압된 것이 튜불러벨, 또는 차임벨이다. 보통 18개의 금속 원통관을 틀의 아래로 매어 달고 상단을 해머로 때려 연주한다. 관은 상단을 막고 하단은 열려 있다. 길이·직경·두께로 음높이 및 음질이 변한다. 표준의 튜불러벨은 다1부터 바2음의 반음계로 조율된 음역을 가지며 오케스트라에서는 주로 극적, 또는 묘사적 목적으로 사용되는 일이 많다. 일반적으로 쇠로 만들어지지만, 작은 종들은 유리로 만들어지기도 한다. 작은 장식용 종부터 성당에서 사용하는 수 톤에 달하는 종 등 다양한 크기로 제작될 수 있다.

## 종교에서의 쓰임

### 가톨릭 전례
가톨릭 교회의 미사 전례에서 여러 경우에 종을 사용한다.
미사의 성찬 전례에서, 필요에 따라 봉사자는 축성 바로 전에 종소리로 신자들에게 신호를 한다. 마찬가지로 성체와 성작을 높이 들어 보일 때 그 지역 관습에 따라 종을 칠 수 있다.
성목요일의 주님 만찬 미사에서 대영광송을 노래하는 동안 종을 친다. 이 노래가 끝나면 파스카 성야에 대영광송을 노래할 때까지 종을 치지 않는다. 주교회의나 교구장 주교가 상황에 따라 달리 정하였다으면 그러하지 아니하다.
파스카 성야의 성야 미사 제2부 말씀 전례에서, 구약의 마지막 독서와 화답송과 기도가 끝나면 제대 초에 불을 켜고, 사제가 대영광송을 시작하면 모든 이가 함께 노래한다. 그동안 지역 관습에 따라 종을 친다.
그 밖에 교황 선거 콘클라베에서 교황이 선출되면, 흰연기와 함께 성 베드로 대성당의 종소리로 교황 선출 사실을 밝힌다.

### 불교와 힌두교
불교와 힌두교에서는 간따(Ghanta)라 불리는 종이 종교 의식에 사용된다.

## 같이 보기
- 벨보이
- 초인종
- 전기종
- 글로켄슈필
- 핸드벨
- 학교 종
- 배 종

## 참고 자료
- 학교 종